# Соколово (Новоізборська волость)
Соколово (рос. Соколово) — присілок в Печорському районі Псковської області Російської Федерації.
Населення становить 28 осіб. Входить до складу муніципального утворення Новоізборська волость.

## Історія
Від 2015 року входить до складу муніципального утворення Новоізборська волость.

## Населення
| 2001 | 2002 | 2010 |
| ---- | ---- | ---- |
| 36   | ↘32  | ↘28  |